# وودبورن (نیویورک)

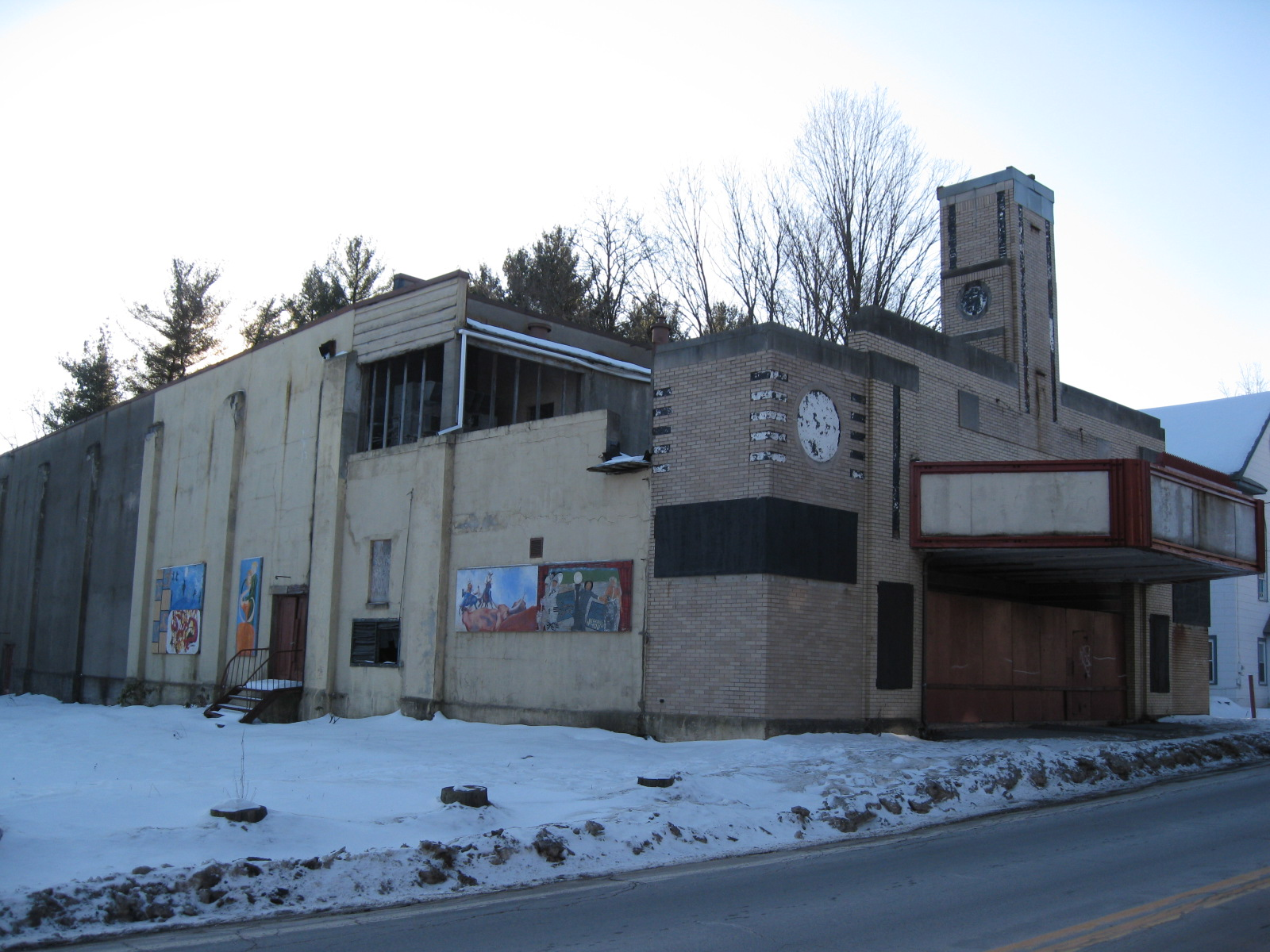
وودبورن نیویورک

وودبورن (به انگلیسی: Woodbourne) یک منطقهٔ مسکونی در ایالات متحده آمریکا است که در شهرستان سولیوان، نیویورک واقع شده‌است. وودبورن ۲٬۰۹۸ نفر جمعیت دارد.